# Eurytoma turkestanica
Eurytoma turkestanica is een vliesvleugelig insect uit de familie Eurytomidae. De wetenschappelijke naam is voor het eerst geldig gepubliceerd in 1991 door Zerova & Fursov.